# 第8機械化歩兵師団 (韓国陸軍)
第8機械化歩兵師団（だい8きかいかほへいしだん、朝: 제8기계화보병사단、第八機械化步兵師團）は大韓民国陸軍の機械化歩兵師団の1つ。愛称のだるまは、手足や首が切られても屈服せずに再起するという意味を込めて崔栄喜師団長が制定した。

## 歴史

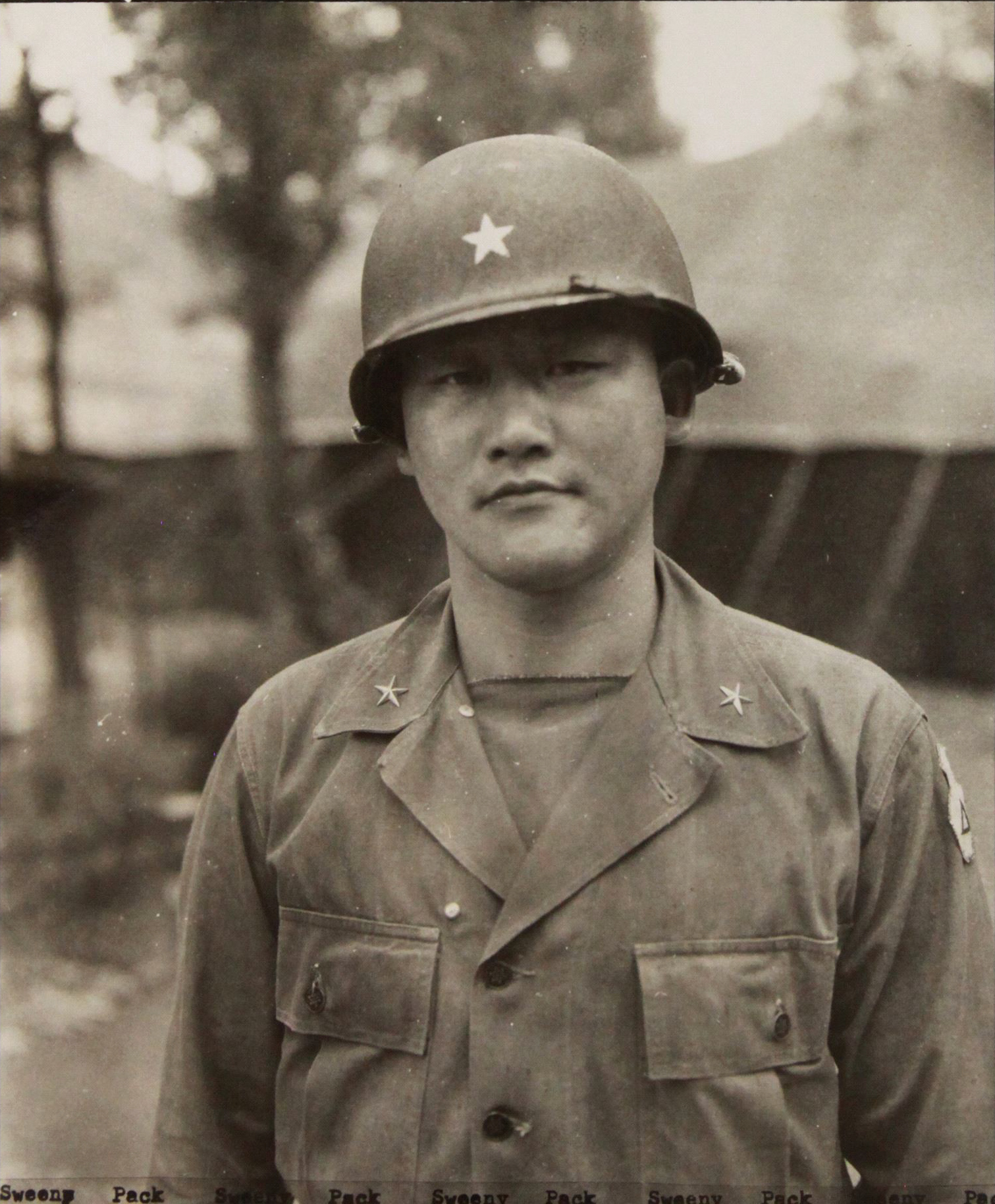
自ら制定した師団長章を付けた5代目師団長・崔栄喜（1950年12月〜1952年4月）

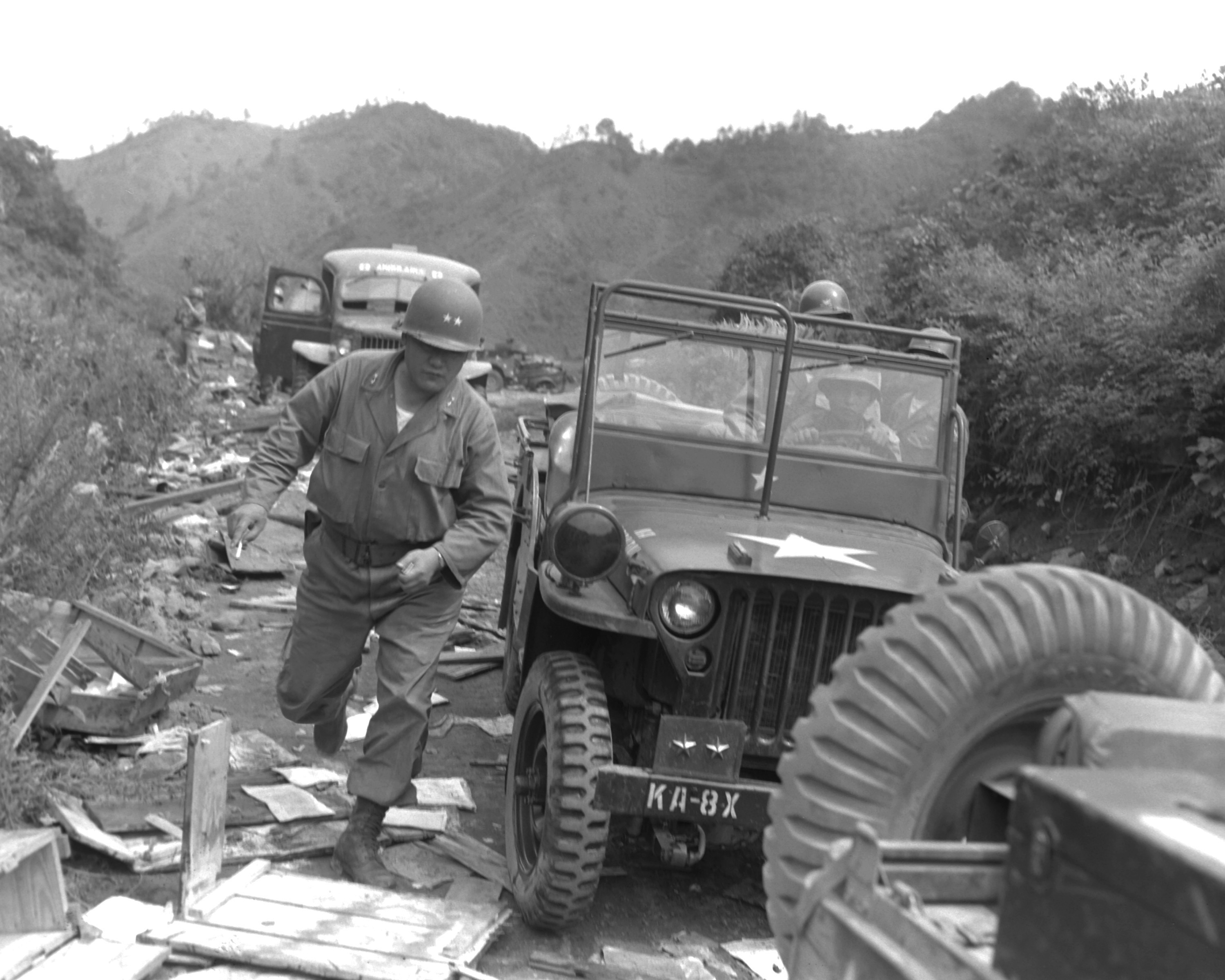
金城の戦いにて迫撃砲部隊将兵の安否確認に向かう9代目師団長・宋堯讃（1953年7月17日）

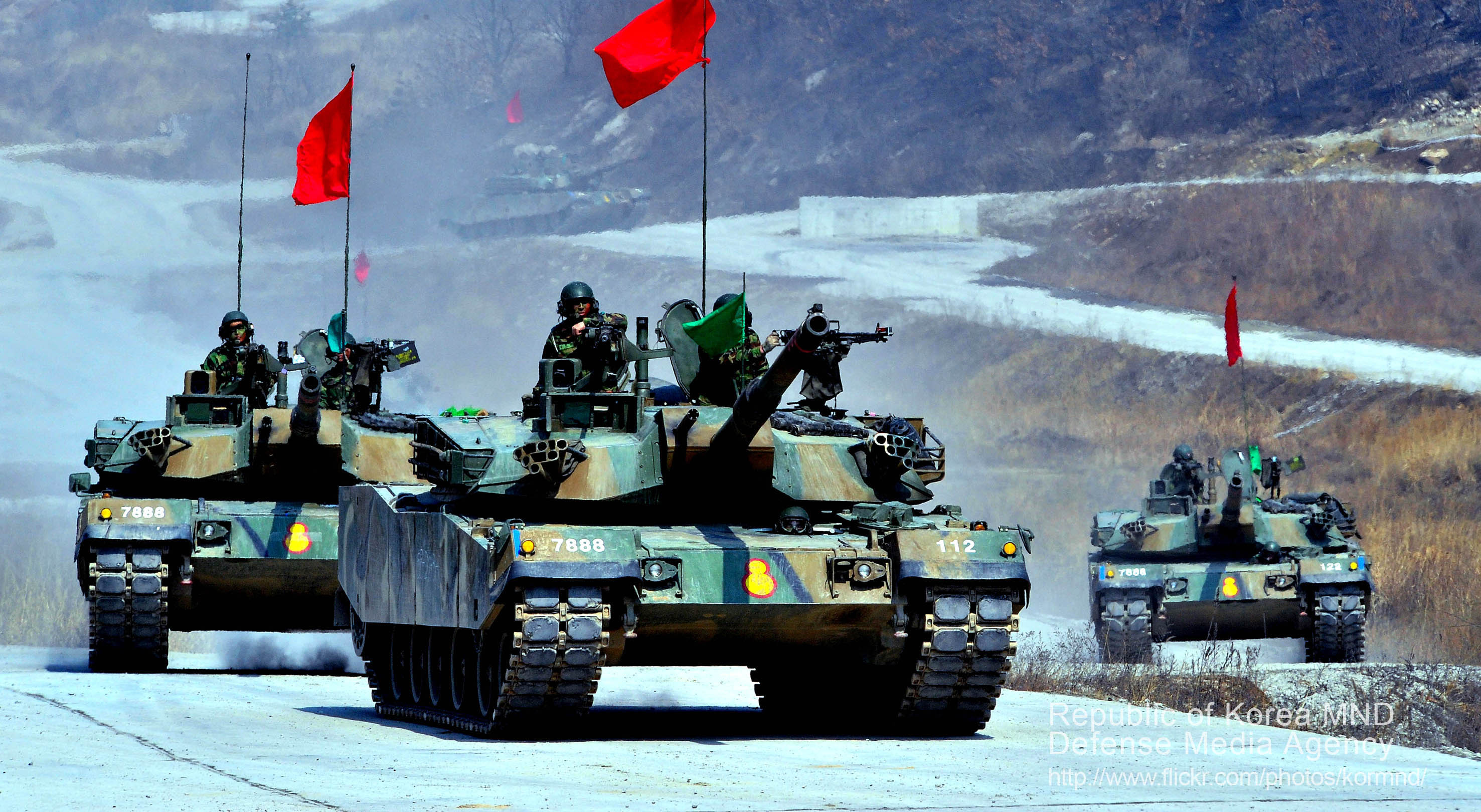
高地合同訓練中の戦車（2011年）

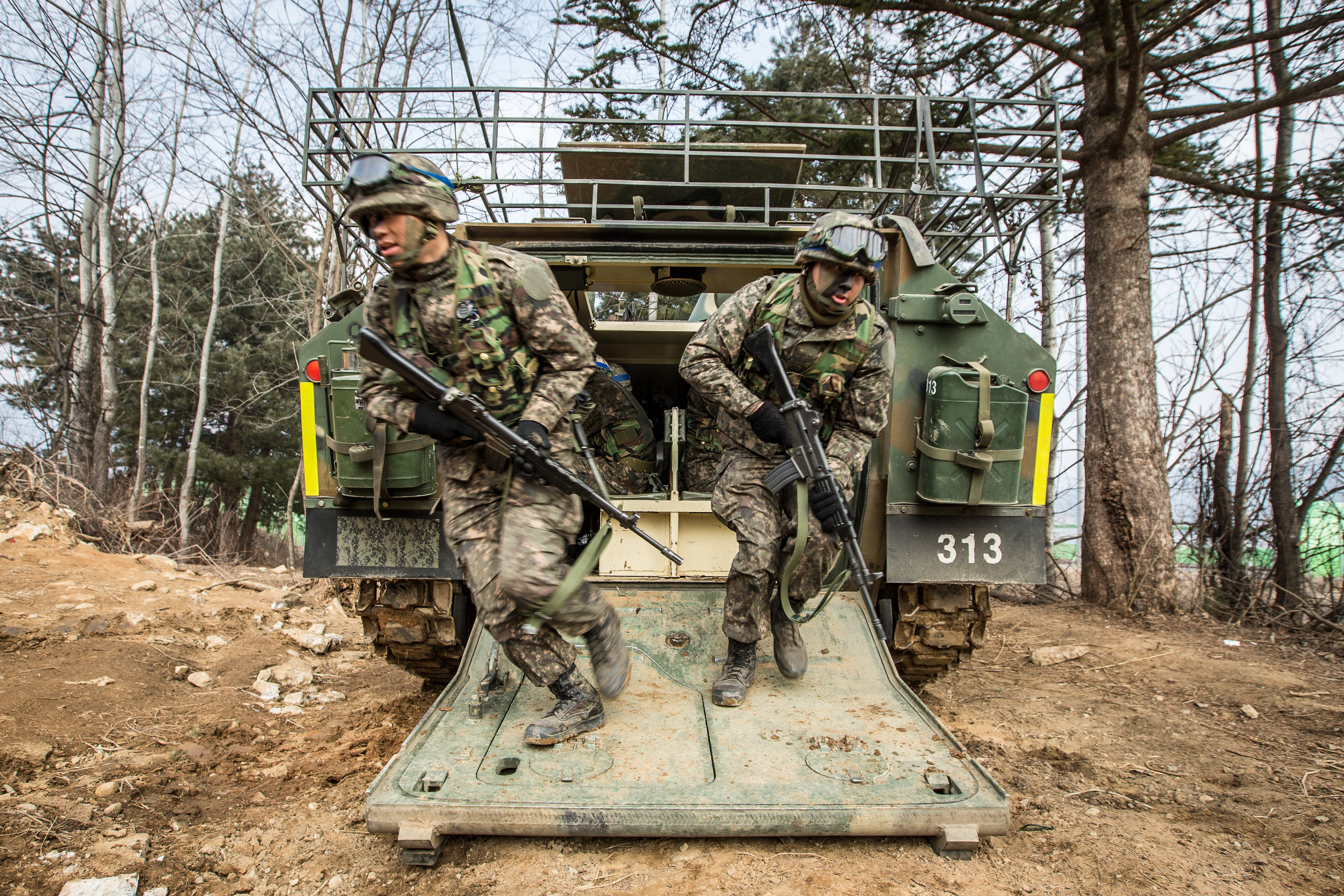
訓練中の第16旅団（2015年）

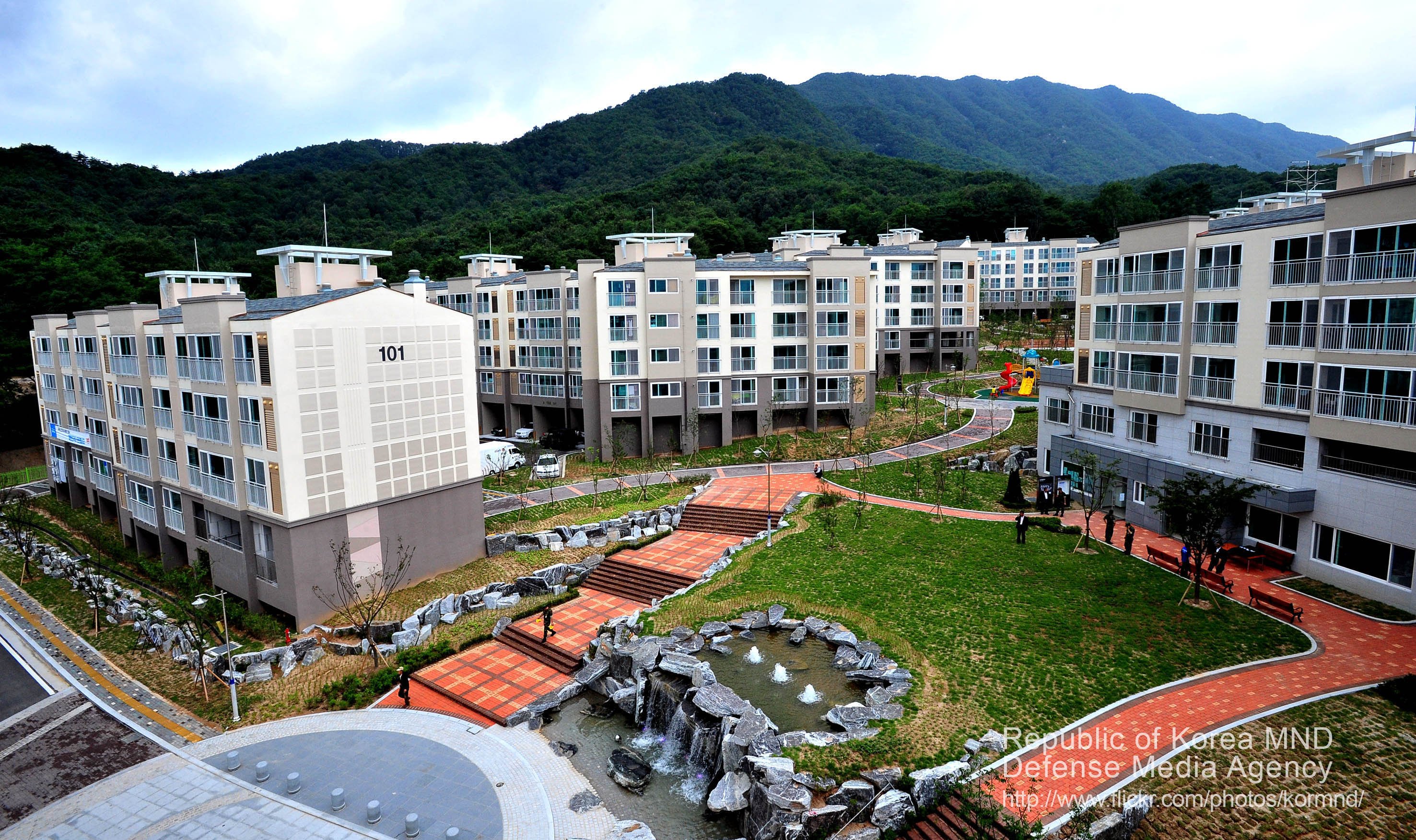
師団官舎（2011年竣工）

第8機械化歩兵師団の始まりは1949年6月に江陵で編成された第8師団であった。隷下に第10連隊、第21連隊があり、38度線に配備された他の師団と違い、2個連隊編成であった。同年9月から太白山脈に浸透した北朝鮮遊撃隊を掃討した。
1950年6月25日、朝鮮戦争が勃発すると、第8師団の正面には北朝鮮第5師団が侵攻し、東海岸には第766連隊と第549陸戦隊が上陸して退路を断たれる形となった。
1950年6月29日、陸軍本部の後退命令を受けて秩序よく後退し、堤川に集結した。丹陽で第8師団を5日間阻止して7月11日に竹嶺に後退した。竹嶺-豊基-栄州で抵抗しながら後退し、17日まで栄州を確保した。
1950年7月下旬、漢江の戦いで瓦解した第2師団隷下の第16連隊（長：文容彩大領）を編入して3個連隊編成となり、始興戦闘司令部を母体に新設された第1軍団に編入される。
1950年8月初旬、安東撤収作戦で大損害を受ける。洛東江を渡河後、義城方面の守備に就くが北朝鮮第8師団の攻勢で後退する。陸軍本部の命令で永川方面に後退して首都師団の担当正面を肩代わりした。
1950年9月、第15師団の攻勢で永川を失陥した。ここで第8師団は第2軍団に配属され、数個連隊の増援を受けて第15師団を撃破した（永川の戦い）。9月15日の仁川上陸作戦を発端に反抗作戦が開始され第8師団も北進に参加する。
1950年10月、中共軍の第1次攻勢で院里まで押される。さらに11月の中共軍の第2次攻勢で壊走した。第2軍団は崩壊し、西部の韓国軍師団で建制を保っていたのは第1師団だけであった。
1951年1月、中共軍の正月攻勢で第2軍団が解体されるとアメリカ第10軍団に配属される。
1951年2月、ラウンドアップ作戦により横城まで北上中に中共軍の2月攻勢を受けて大損害を被る。この戦闘で第8師団の残存兵力は、将校263名、兵士3000余名に過ぎず、この中の半数以上は師団の勤務要員であった。将兵の死亡または行方不明は7142名であり、そのうち将校は323名で、この中には第10連隊の連隊長（權泰順大領）とすべての参謀、第16連隊副連隊長、7名の大隊長と30名の中隊長が含まれていた。装備は、砲14門、対戦車砲5門、トラック68両、無線機249機、迫撃砲87門、ロケット砲137門、機関銃164挺、自動火器102挺、カービン銃2389挺、小銃4096挺であった。
第8師団は大邱で再編成され、居昌事件で士気が低下した第11師団と交代。4月3日、師団主力は全州に移動し、そこで第1警備大隊、第18戦闘警察大隊、忠南警察討伐隊、青年防衛隊、第153支隊の配属を受けて錦山、井邑、釜山地区で、晋州に移動した第16連隊は第2警備大隊の配属を受けて白雲山と中山里一帯でゲリラ討伐を実施。この湖南地方の討伐は4月15日から5月13日まで行われた。
1951年5月、討伐後は再び第10軍団に配属され、軍団後方地域の警戒任務を実行した。
1951年7月20日、第5師団と交代して瑞和付近のサジモクから1019高地までのカンザス線の防御を担当し、人民軍第2軍団の第2師団および第13師団と対峙した。
1951年8月9日から8月14日まで第1次蘆田坪の戦闘を展開。562高地～785高地を確保した。8月18日から24日まで第2次蘆田坪の戦闘が展開され、この戦闘で人民軍の2個連隊を壊滅させ、1031高地と965高地を奪取した。9月10日から18日まで第3次蘆田坪の戦闘が展開され、854高地を占領した。854高地の占領によって防御線は南江南側まで推進した。
1951年9月、作戦地域は第1海兵師団が引き継ぎ、第8師団は楊口に移動。9月28日、第7師団と交代して白石山攻撃任務を引き継いだ。
1951年10月1日、白石山確保。
1951年12月、白野戦戦闘司令部に編入され智異山の南部軍討伐に参加。
討伐を終えると1952年2月8日から3月15日まで部隊整備と教育訓練を実施し、3月18日から第10軍団に編入されパンチボール北側の第1海兵師団と交代した。
1952年9月、812高地および854高地の前哨陣地で人民軍の攻撃を撃退。9月25日から作戦地域をアメリカ軍第45師団に引き渡し、史倉里に移動してアメリカ軍第9軍団に配属変更。10月4日から17日まで史倉里で部隊整備と教育訓練を実施。
1952年10月19日、第2軍団に編入され、10月25日に首都師団と交代して首都高地・指形稜線の防衛任務を引き継いだ。
1953年5月27日から6月4日まで首都高地・指形稜線で戦闘を実施。
1953年6月、中共軍の6月攻勢で約2キロ撤退し、アイスランド線で新たな防衛線を構築。
1953年7月、金城の戦いを実施。
1997年6月20日、永川市と姉妹提携を結んだ。
1986年に車両化歩兵師団、2010年に機械化歩兵師団、2021年に機動師団に改編された。

## 編制
- 第10機械化歩兵旅団（旧第10連隊）
  - 第139機械化歩兵大隊（旧2大隊）
  - 第81戦車大隊（旧直轄戦車大隊）
  - 第83戦車大隊（旧3大隊）
- 第16機械化歩兵旅団（旧第16連隊）
  - 第136機械化歩兵大隊（旧1大隊）
  - 第137機械化歩兵大隊（旧2大隊）
  - 第19戦車大隊（旧首都防衛司令部隷下部隊）
- 第21機械化歩兵旅団（旧第21連隊）
  - 第135機械化歩兵大隊（旧1大隊）
  - 第138機械化歩兵大隊（旧3大隊）
  - 第82戦車大隊（旧2大隊）
- 砲兵旅団
  - 第50砲兵大隊（全軍最初の創設6個砲兵台のうち一箇所）
  - 第73砲兵大隊
  - 第75砲兵大隊
  - 第95砲兵大隊（第8026部隊）
- 直轄隊
  - 偵察隊（捜索隊より変更）
  - 本部勤務隊
  - 情報通信大隊
  - 装甲捜索大隊（捜索隊より再編）
  - 義務勤務大
  - 整備大隊
  - 普及輸送大隊
  - 憲兵隊
  - 工兵隊の
  - 化学兵器支援隊
  - 防空大隊
  - 新兵教育隊（10連隊1大隊より直轄隊に変更）

## 師団長
| 代 | 氏名                 | 氏名     | 在任期間                | 出身校・期           | 前職                               | 後職                             | 備考                  |
| -- | -------------------- | -------- | ----------------------- | -------------------- | ---------------------------------- | -------------------------------- | --------------------- |
| 代 | 漢字/片仮名表記      | 原語表記 | 在任期間                | 出身校・期           | 前職                               | 後職                             | 備考                  |
| 1  | 李亨根               | 이형근   | 1949.6.20 - 1950.6.10   | 日本陸士56期         | 駐米武官                           | 第2師団長                        |                       |
| 2  | 李成佳               | 이성가   | 1950.6.10 - 1950.8.4    | 南京陸軍軍校 軍英1期 | 太白山地区戦闘司令官               | 第1軍団参謀長                    |                       |
| 3  | 崔徳新               | 이성가   | 1950.8.4 - 1950.8.24    | 中央軍校10期         | 第1軍団参謀長                      | 第11師団長                       |                       |
| 4  | 李成佳               | 이성가   | 1950.8.24 - 1950.12     | 南京陸軍軍校 軍英1期 | 浦項地区戦闘司令官                 | 第9師団長                        |                       |
| 5  | 崔栄喜               | 최영희   | 1950.12.15 - 1952.4.15  | 軍英1期              | 第1師団副師団長                    | 国防部長官補佐官 兼政訓局長      |                       |
| 6  | 李炯錫               | 이경석   | 1952.4.15 - 5.30        | 陸士45期             | 第2軍団参謀長                      | 第27師団長                       |                       |
| 7  | 金益烈               | 김익렬   | 1952.5.30 - 1953.5      | 予備士 軍英1期       | 第11師団副師団長                   | 第7師団長                        | [ 18 ]                |
| 8  | 李明載               | 이명재   | 1953.5.21 - 1953.6.16   |                      |                                    | 第26師団長                       |                       |
| 9  | 宋堯讃               | 송요찬   | 1953.6.16               | 朝鮮日本兵2期        | 首都師団長                         | 第3軍団長                        |                       |
| 10 | 崔慶禄               | 최경록   | 1954                    | 軍英1期              | 国防部第1局長                      | 第2軍副司令官                    |                       |
| 11 | 李致業               | 이치업   | 1955                    | 軍英1期              | 陸軍本部輸送監                     | 第27師団長                       |                       |
| 12 | 朴始昌               | 박시창   | 1955? - 1956.7          | 黄埔5期 警士3期      | 第3師団長代理                      | 第1軍団副軍団長                  |                       |
| 13 | 安椿生               | 안춘생   | 1956.7 - 1957           | 中央軍校10期         | 教育総監部副総長                   | 第2軍副司令官                    |                       |
| 14 | 姜泰敏               | 강태민   | 1957 - 1959?            | 同徳台3期            | 第3軍団副軍団長                    | 軍捜査副司令官                   |                       |
| 15 | 金淙舜               | 김종순   | ？ - 1959.7             | 警士1期              |                                    | 第37師団長                       | 准将                  |
| 16 | 金貞武               | 김정무   | 1959.7 - ?              | 陸士2期              | 第37師団長                         |                                  | 准将                  |
| 17 | 鄭剛                 | 정강     | ? - 1961.11             | 警士2期              |                                    | 予備役                           | 准将                  |
| 18 | 崔周鍾               | 최주종   | 1961.11 - 1964          | 同徳台3期 軍英1期    | 31師団長                           | 第5管区司令官                    |                       |
| 19 | 鄭寅晥               | 정인완   | 1964 - 1965             | 陸士7期              | 第30師団長                         | 国防大学院附                     |                       |
| 20 | 張庚石               | 장경석   | 1965                    | 警士5期              | 陸大副総長                         | 予備役                           | 准将 反革命容疑で更迭 |
| 21 | 楊鳳稙               | 양봉직   | 1966.7 - 1968?          | 警士6期              |                                    |                                  | 准将                  |
| 22 | 白石柱               | 백석주   | 1968 - 1969             | 陸士8期              |                                    |                                  |                       |
| 23 | 陳鍾埰               | 진종채   | 1969 - 1970             | 陸士8期              |                                    | 情報司令官                       |                       |
| 24 | 張奉天               | 장봉천   | 1970 - 1972             | 陸士8期              | 韓米連合企画参謀団副団長           |                                  |                       |
| 25 | 朴魯栄               | 박노영   | 1972 - 1974             | 予現2次              | 駐越韓国軍司令部参謀長             |                                  |                       |
| 26 | 金炳胤               | 김병윤   | 1974                    | 陸士9期              |                                    |                                  |                       |
| 27 | 柳根桓               | 류근환   | 1976? -                 | 甲種2期              |                                    | 情報司令官                       |                       |
| 28 | 崔甲錫               | 최갑석   | 1978.10 - 1980.1        | 現地任官             | 陸軍本部援護管理団長               | 陸軍本部監察監                   |                       |
| 29 | 柳俊馨               | 류준형   | 1980.1 - 1981.7.13      | ?                    | 国連軍事停戦委員会韓国代表         | 陸軍第2副軍団長                  |                       |
| 30 | 鄭東鎬               | 정동호   | 1981.7.13 - 1983        | 陸士13期             | 大統領警護室長                     | 第5軍団長                        | ハナフェ              |
| 31 | 文英一               | 문영일   | 1983 -                  | 陸士14期             |                                    |                                  | ハナフェ              |
| 32 | 金道洙               | 김도수   | - 1986                  | 陸士14期             |                                    |                                  |                       |
| 33 | 李鎮百               | 이진백   | 1986 - 1988             | 甲種153期            | 空輸旅団長                         | 情報司令官                       |                       |
| 34 | ?                    |          | 1988 -                  |                      |                                    |                                  |                       |
| 35 | 張昶珪               | 장창규   | -                       | 陸士21期             | 101連隊長                          |                                  |                       |
| 36 | 鄭永武               | 정영무   | - 1993.10               | 陸士22期             | 5空輸旅団長                        | 3軍参謀長                        |                       |
| 37 | 呉南泳               | 오남영   | 1993.10 - 1995.4        | 陸士24期             |                                    | 陸軍本部管理参謀部長             |                       |
| 38 | 鄭重民               | 정중민   | 1995.4 - 1997.4         | 陸士25期             |                                    |                                  |                       |
| 39 | 金弼洙               | 김필수   | 1997.4 -                | 陸士26期             | 韓米連合司企画参謀部次長           | 首防副司令官                     |                       |
| 40 | 韓哲鏞               | 한철용   | 1997 - 1998             | 陸士26期             | 陸軍本部情報処長                   | 国情院国防補佐官                 |                       |
| 41 | 金善奎               | 김선규   | 1998 -                  | 陸士28期             |                                    | 国防部政策企画局長               |                       |
| 42 | オ・ハンギュン       | 오항균   | - 2003.4                | 陸士29期             |                                    | 情報司令官                       |                       |
| 43 | 金永厚               | 김영후   | 2003.4 - 2005           | 陸士31期             | 陸軍本部軍需企画処長               | 陸軍本部軍需参謀部長             |                       |
| 44 | チェ・ペクジン       | 최북진   | 2005 - 2007.5.3         | 陸士32期             |                                    | 陸大総長                         |                       |
| 45 | 金光栄               | 김광영   | 2007.5.3 - 2009.4.27    | 陸士34期             | 合同参謀本部戦力企画次長           | 陸軍本部戦力企画参謀部長         |                       |
| 46 | 金有根               | 김갑수   | 2009.4.27 - 2011.4.29   | 陸士36期             | 陸本戦力企画処長                   | 合参企画本部長                   |                       |
| 47 | 趙顕千               | 조현천   | 2011.4.29 - 2013.4.26   | 陸士38期             | 陸本人事企画処長                   | 学生軍事学校長                   | アルジャフェ          |
| 48 | チェガル・ヨンジュン | 제갈용준 | 2013.4.26 - 2014.10.17  | 陸士37期             | 3軍管理処長                        | 第1軍参謀長                      |                       |
| 49 | キム・カプス         | 김갑수   | 2014.10.17 - 2016.10.25 | 陸士42期             | 陸軍本部人事参謀部次長             | 陸軍総合行政学校長               |                       |
| 50 | パン・チュンクァン   | 방종관   | 2016.10.25 - 2018.12    | 陸士44期             | 国防部軍事補佐官                   | 陸軍本部企画管理参謀部長         |                       |
| 51 | 崔珍奎               | 최진규   | 2018.12 - 2019.5        | 陸士42期             | 第26師団長                         | 首都軍団長                       |                       |
| 52 | ハム・ヒソン         | 함희성   | 2019.5 - 2021.5         | 陸士46期             | 陸軍本部情報作戦参謀部計画編制次長 | 国軍の日行事企画団長兼祭兵指揮官 |                       |
| 53 | チュ・ソンウン       | 주성운   | 2021.5 - 2022.12        | 陸士48期             | 第3装甲旅団長                      | 陸軍本部政策室長                 |                       |